# Parapholidoptera spinulosa
Parapholidoptera spinulosa är en insektsart som beskrevs av Karabag 1956. Parapholidoptera spinulosa ingår i släktet Parapholidoptera och familjen vårtbitare. Inga underarter finns listade i Catalogue of Life.